# Свитлица
Свитлица — река в России, протекает по Тутаевскому району Ярославской области. Исток реки находится в урочище Горошков Лес. Течёт на юго-запад через урочище Филисово, деревни Киселёво и Огняники. Устье реки находится в 16 км по левому берегу реки Урдомы. Длина реки — 12 км.

## Данные водного реестра
По данным государственного водного реестра России относится к Верхневолжскому бассейновому округу, водохозяйственный участок реки — Волга от Рыбинского гидроузла до города Кострома, без реки Кострома от истока до водомерного поста у деревни Исады, речной подбассейн реки — Волга ниже Рыбинского водохранилища до впадения Оки. Речной бассейн реки — (Верхняя) Волга до Куйбышевского водохранилища (без бассейна Оки).
Код объекта в государственном водном реестре — 08010300212110000010484.